# Ruston (Louisiana)
Ruston ist eine Stadt und der Parish Seat des Lincoln Parish im US-amerikanischen Bundesstaat Louisiana. Das U.S. Census Bureau hat bei der Volkszählung 2020 eine Einwohnerzahl von 22.166 ermittelt. Als eine der größten Städte der Region ist Rustin Standort der Louisiana Tech University.
Ruston ist Teil der sozioökonomischen Region Ark-La-Tex, die Teile der vier Bundesstaaten Arkansas, Louisiana, Oklahoma und Texas umfasst.

## Geographie
Ruston liegt im Norden des Bundesstaates Louisiana, etwa 90 Kilometer südlich der Grenze zu Arkansas. Die Stadt liegt etwa 30 Kilometer südöstlich des Lake Claiborne sowie 20 Kilometer südwestlich des Lake Bayou D’Arbonne.
Nahegelegene Städte sind unter anderem Arcadia (22 km westlich), Jonesboro (26 km südlich), Gibsland (35 km westlich), Claiborne (35 km östlich) und Monroe (40 km östlich). Nächstgelegene größere Stadt ist Shreveport mit etwa 200.000 Einwohnern, knapp 80 Kilometer westlich Rustons.

## Geschichte
Während der Reconstruction-Phase nach dem Amerikanischen Bürgerkrieg erreichte das Gebiet des neuen Lincoln Parish die Nachricht vom Bau einer Eisenbahntrasse von Vicksburg in Mississippi über Shreveport zum Pazifischen Ozean im Westen, die den Deep South mit dem Wilden Westen verbinden sollte. Der Sheriff des Lincoln Parish, Robert Edwin Russ, spendete der Stadt daraufhin 2,6 Quadratkilometer Land und ermöglichte die Angliederung an das Bahnnetz. Der Stadtname Ruston leitet sich vom Namen dieses Sheriffs ab (kurz für Russ Town).
1883 wurden Gewerbe- und Wohngrundstücke errichtet und anschließend für etwa 375 US-Dollar pro Parzelle verkauft. Schnell entwickelte sich eine Industrie, die wie in vielen Teilen der mittleren Vereinigten Staaten von Sägewerken für die Bauholzindustrie geprägt war.
Als die Stadt langsam eine feste Form annahm, wurden mit der Zeit auch zunehmend Kirchen, Geschäfte, zivile Organisationen und Schulen errichtet. Vor allem Baumwollfarmen hatten nun einen großen Anteil an der florierenden Wirtschaft. 1900 wurde eine zweite Eisenbahntrasse errichtet, die nun in nordsüdlicher Richtung verlief und wiederum verschiedene Unternehmen und Geschäfte anzog. Während des Ersten Weltkrieges als akademischen und wirtschaftliches Zentrum der Region. Die nach dem Zweiten Weltkrieg erlassene G. I. Bill of Rights, die Soldaten eine Wiedereingliederung ins Berufsleben ermöglichen sollte, brachte erneut zahlreiche neue Bewohner in die Stadt, die für einen Schub in der lokalen Wirtschaft und den lokalen Universitäten sorgten.
In den 1960er Jahren wurde der Interstate 20 erbaut und führte an Ruston vorbei, sodass die Stadt nun vor allem aus westlicher und östlicher Richtung deutlich besser erreichbar war. Trotz einer Krise der Ölindustrie wuchs die Stadt weiter an, vor allem wegen der Erweiterung der Technischen Universität. Während der in diesen Zeitraum fallenden 100-jährigen Jubiläumsfeier wurde beschlossen, das historische Stadtzentrum zu restaurieren. Seither wurden knapp 15 Gebäude in das National Register of Historic Places aufgenommen.

## Verkehr
Ruston wird in nordsüdlicher Ausrichtung vom U.S. Highway 167 durchlaufen, der im Norden unter anderem nach El Dorado und Little Rock in Arkansas sowie im Süden nach Alexandria und Lafayette führt. Von Ruston bis El Dorado verläuft er auf gleicher Trasse mit dem U.S. Highway 63. In ostwestlicher Ausrichtung wird die Stadt vom U.S. Highway 80 durchquert, der von Dallas im Westen bis nahe Savannah in Georgia führt. Beide Highways treffen in der Stadtmitte aufeinander.
Etwas weiter nördlich und weitgehend parallel zur Trasse des Highway 80 verläuft der Interstate 20, der auf einer Länge von etwa 2500 Kilometern durch sechs Bundesstaaten führt und den Mittleren Westen mit der Ostküste verbindet.
Etwa fünf Kilometer südöstlich des Stadtzentrum befindet sich der Ruston Regional Airport auf einer Fläche von knapp 96 Hektar. Er verfügt über eine 1524 Meter lange Start- und Landebahn und wird vor allem vom regionalen Flugverkehr bedient. Darüber hinaus dient er als Landeplatz für Hubschrauber und akademisches Zentrum für Luftfahrt der Louisiana Tech University. Im Jahr 2009 wurden 86.000 Flugeinsätze gezählt.

## Bildung

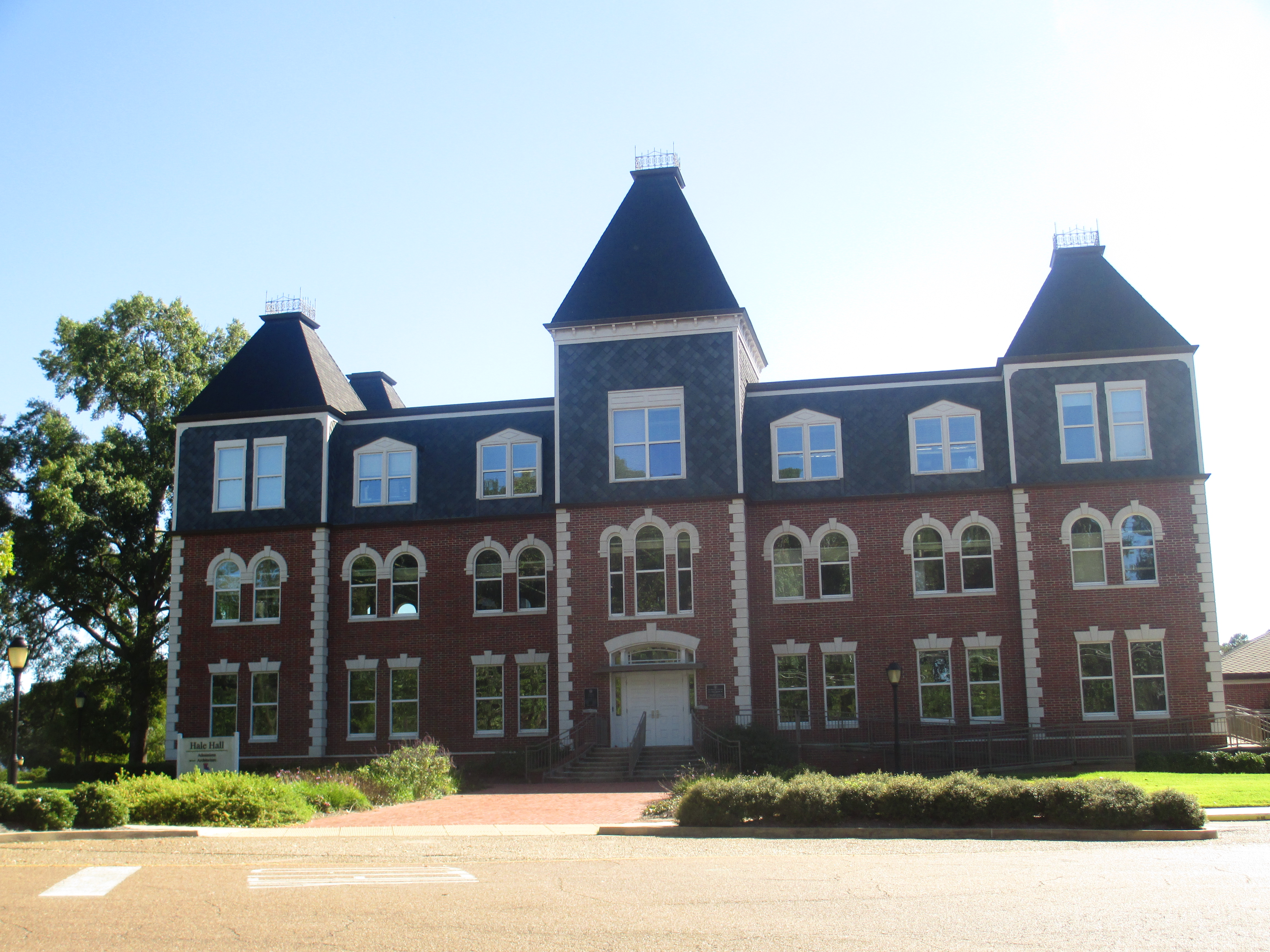
Die Hale Hall der Louisiana Tech

Die Louisiana Tech University (kurz Louisiana Tech) mit etwa 11.000 Studierenden befindet sich in Ruston. Darüber hinaus befindet sich hier die 1901 gegründete Grambling State University, die vormals eine Hochschule für Schwarze war und heute knapp 5000 Studierende beherbergt. Darüber hinaus verfügt die Stadt über die Ruston High School.

## Demographie
Die Volkszählung 2000 ergab eine Einwohnerzahl von 20.546 Menschen, verteilt auf 7621 Haushalte und 4244 Familien. Die Bevölkerungsdichte lag bei fast 439 Menschen pro Quadratkilometer. 56,9 % der Bevölkerung waren Weiße, 38,9 % Schwarze, 2,4 % Asiaten, 1,3 % Hispanics oder Lateinamerikaner, 0,2 % Indianer und unter 0,1 % Pazifische Insulaner. 0,6 % entstammten einer anderen Ethnizität, 0,9 % hatten zwei oder mehr Ethnizitäten. Auf 100 Frauen kamen 93 Männer. Das Durchschnittsalter lag bei 24 Jahren, das Pro-Kopf-Einkommen betrug über 14.500 US-Dollar, womit fast ein Drittel der Bevölkerung unterhalb der Armutsgrenze lebte.
Bis zur Volkszählung 2010 stieg die Einwohnerzahl auf 21.859 Einwohner.

## Persönlichkeiten
- Trace Adkins (* 1962) ist ein Country-Sänger und besuchte die Louisiana Tech.
- Terry Bradshaw (* 1948) ist ein ehemaliger American-Football-Spieler und Mitglied der Pro Football Hall of Fame. Er besuchte ebenfalls die Louisiana Tech.
- P. J. Brown (* 1969) ist ein ehemaliger Basketballspieler und besuchte die Louisiana Tech.
- Fred Dean (1952–2020) war ein Football-Spieler und ist Mitglied der Hall of Fame. Er besuchte sowohl die Ruston High School als auch die Louisiana Tech.
- James Graves (* 1963), ist ein Sportschütze und wurden in Ruston geboren.
- Aaron Holiday (* 1996) ist ein Basketballspieler und wurden in Ruston geboren.
- Karl Malone (* 1963) ist ein ehemaliger Basketballspieler und gilt als einer der besten Power Forwards aller Zeiten. Er besuchte die Louisiana Tech und lebte zeitweise in Ruston.
- Paul Millsap (* 1985) ist aktiver Basketballspieler der Atlanta Hawks und besuchte die Louisiana Tech.
- Ryan Moats (* 1982) ist ein ehemaliger Football-Spieler und besuchte die Louisiana Tech.
- Willie Roaf (* 1970) ist ein ehemaliger Football-Spieler, Mitglied der Hall of Fame und wurde elf Mal in den Pro Bowl berufen. Er besuchte die Louisiana Tech.
- Matt Stover (* 1968) ist ein ehemaliger Football-Spieler und Gewinner des Super Bowl XXXV. Er besuchte die Louisiana Tech.